# Ралли Лондон — Сидней
Марафон Лондон — Сидней (англ. London-Sydney Marathon) был проведён в 1968 году и стал одним из важных событий в истории автоспорта.
Оригинальная гонка планировалась как однократное спортивное мероприятие, но позже были проведены ралли по этому маршруту.
Второй ралли-рейд был организован в 1977 году, третий раз гонка проводилась в 1993, это было юбилейное ралли посвящённое 25-летию первого соревнования. После этого соревнование проводилось в 2000 и 2004 годах.
До финиша добрались пятьдесят шесть автомобилей, в том числе четыре команды «Автоэкспорта» на автомобилях «Москвич-408».
В ралли принимала участие команда «Автоэкспорта» на автомобилях «Москвич», которая успешно дошла до финиша. В неё входили экипажи Сергея Тенишева (20 место по итогам ралли), Уно Аавы (22 место), Александра Ипатенко (33 место) и Виктора Щавелева (38 место).

## 1968
Первый марафон был запущен в конце 1967 года, когда в Великобритании происходил экономический застой, вызванный последствиями Второй мировой войны. Страна испытывала серьёзные потрясения, которые выражались в девальвации национальной валюты (фунта стерлингов). Отдельные деятели Великобритании осуществляли деятельность, направленную на общий подъём экономики.
Одним из таких лиц стал владелец Daily Express сэр Макс Эйткен выдвинул идею создать информационный повод для подъёма настроений в стране. Этот повод газета сможет использовать и тем самым поднять свой уровень работы. Владелец газеты и два руководителя предприятия — Джоселин Стивенс и Томми Сопвит — решили спонсировать спортивное мероприятие, в котором хорошо могут выступить представители Британии.
Выбор пал на автогонки, которые могли выгодно представить продукцию британского автопрома за рубежом — в первую очередь претендентами на победу должны были стать национальные марки Rootes Group и British Motor Corporation. Трасса соревнований была проложена не случайно и охватывала существенную часть территорий британских колоний, которые получили независимость позже. Это Ирак, Афганистан, Пакистан, Индия и Австралия.
Призовой фонд гонки состоял из трёх премий и одного дополнительного приза:
- За первое место — 10 000 фунтов стерлингов (21 429 австралийских долларов);
- За второе место — £3 000 ($6 438, эта и следующие были предложены позже первой);
- За третье место — £2 000 ($4 285);
- Специальный приз за лучшее достижение экипажа из Австралии также £2 000 ($4 285);

Премии обеспечивались австралийским медиамагнатом сэром Франком Пакером и Daily Express.
На проведение гонки было подано около 800 заявок, 100 из них были приняты и 98 экипажей вышли на старт гонки в Лондоне.

### Маршрут
Маршрут проходил по трём континентам, и по замыслу организаторов должен был включать максимальное количество стран и разнообразие дорожных условий.
Маршрут прокладывало восемь человек, которыми руководил бывший автогонщик Джек Сирс.
Протяжённость маршрута составила 7 000 миль, маршрут пролегал по территории одиннадцати стран.

#### Европейская часть
| Этап | Дата         | Старт   | Финиш   | Допустимое время | Примечание | Экипажей финишировало |
| ---- | ------------ | ------- | ------- | ---------------- | --- | --------------------- |
| 1    | 24-25 ноября | Лондон  | Париж   | 12:32            | Ночной этап: 23:00 старт от Кристал Паласа, в 04:00 прибытие в Дувр, далее на пароме через Ла-Манш во Франциию, Кале. С утра в 11:32 финиш этапа в парижском аэропорту Ле Бурже | 98                    |
| 2    | 25-26 ноября | Париж   | Турин   | 13:32            | Ночной этап: через всю Францию, через открытый в 1965 году Монбланский тоннель Италию с финишем в Турине в 00:52                                                                | 98                    |
| 3    | 26 ноября    | Турин   | Белград | 21:12            | Марафонский этап: По автостраде, ведущей на Венецию (Падуя — ближайший к Венеции город на автостраде) до границы с СФРЮ и финишем в Белграде в 22:04                            | 95                    |
| 4    | 26-27 ноября | Белград | Стамбул | 15:31            | Ночной этап: Выезд из Югославии до полуночи, транзитом через Болгарию в Стамбул. Лагерь на европейском берегу                                                                   | 94                    |

#### Азиатская часть
| Этап | Дата                | Старт     | Финиш     | Допустимое время | Примечание | Экипажей финишировало |
| ---- | ------------------- | --------- | --------- | ---------------- | --- | --------------------- |
| 5    | 27-28 ноября        | Стамбул   | Сивас     | 12:25            | Ночной этап: Пересечение пролива Босфор, старт на азиатском берегу, через Анкару, перевал недалеко от Болу и финиш в городе Сивас в 03:00 |                       |
| 6    | 28 ноября           | Сивас     | Эрзинджан | 2:45             | Ночной этап: 170 миль на восток по бездорожью и просёлочным дорогам финиш в городе Эрзинджан в 04:45 |                       |
| 7    | 28-29 ноября        | Эрзинджан | Тегеран   | 22:01            | Ночной марафонский этап: пересечение иранской границы и движение в сторону столицы, где в 02:46 финиш |                       |
| 8    | 29-30 ноября        | Тегеран   | Кабул     | 23:33            | Марафонский ночной этап: Экипажи выбирали один из двух вариантов прохождения маршрута в сторону Афганистана: 1. «Северный маршрут» через горную систему Эльбурс, расположенную на южном берегу Каспийского моря, более длинный; 2. «Южный маршрут» северного края солончаковой пустыни Деште-Кевир более короткий, но менее проходимый; В 02:19 машины должны прибыть в Кабул, и там был назначен вынужденный короткий отдых в течение шести с половиной часов в ожидании того, что должен открыться Хайберский проход |                       |
| 9    | 30 ноября           | Кабул     | Сароби    | 1:00             | Продолжение девятого этапа: в 08:42 старт из Кабула через старую, часто пропадающую дорогу через перевал Lataband и в 09:42 финиш в Сароби |                       |
| 10   | 30 ноября-1 декабря | Сароби    | Дели      | 17:55            | Марафонский ночной этап: Ночное пересечение Пакистана и утром прибытие в Индию и финиш в Дели в 03:37 |                       |
| 11   | 1-2 декабря         | Дели      | Бомбей    | 22:51            | Марафонский ночной этап: Этап через города Агра и Индаур с финишем в Бомбее в 02:28 |                       |

Бомбей стал точкой, в которой необходимо было отобрать лучших, это было решено так: в австралийский город Перт участников ралли доставил морской паром S. S. Chusan знаменитой компании P&O, на котором было лишь 72 места.

#### Австралийская часть
| Этап | Дата          | Старт            | Финиш            | Допустимое время     | Примечание | Экипажей финишировало |
| ---- | ------------- | ---------------- | ---------------- | -------------------- | --- | --------------------- |
| 12   | 14-15 декабря | Перт             | Юмни             | 7:00                 | Ночной этап: старт в 18:00 с ипподрома Глочестер парк по сравнительно гладкой грунтовке и в 1:00 финиш в заброшенном горняцком городке Юмни                                                       |                       |
| 13   | 15 декабря    | Юмни             | Марвел Лоч       | 4:03                 | Ночной этап: грунтовая дорога через полупустыню до маленького аэропорта Диемал, от него по асфальту в Булфинч и оттуда в городок Марвел Лоч, где в 05:03 финиш этапа                              |                       |
| 14   | 15 декабря    | Марвел Лоч       | Озеро Кинг       | 1:59                 | Через пустыню Налларбор на финиш этапа в 7:02 в городок Озеро Кинг на перекрёстке шоссе |                       |
| 15   | 15 декабря    | Озеро Кинг       | Седьюна          | 14:52                | Длинный перегон по шоссе из западной Австралии в восточную вдоль Большого Австралийского Залива и финиш в городе Седьюна в 21:54                                                                  |                       |
| 16   | 15-16 декабря | Седьюна          | Корн             | 6:18                 | Ночной этап: Перегон в направлении города Порт Огаста и далее в город при станции Корн с финишем в 04:12                                                                                          |                       |
| 17   | 16 декабря    | Корн             | Моралана Крек    | 1:17                 | Утреннее продолжение ночного этапа с финишем в пустыне в местечке Моралана Крек в 05:29 |                       |
| 18   | 16 декабря    | Моралана Крек    | Брачина          | 1:30                 | Короткий третий этап за день и финиш у разъезда Брачина в 06:59 |                       |
| 19   | 16 декабря    | Брачина          | Мингари          | 4:10                 | Четвёртый этап за день по бездорожью через гористую местность и финиш в 11:09 в городке Мингари на трассе A-32 между Питерборо и Брокен-Хилл                                                      |                       |
| 20   | 16 декабря    | Мингари          | Менинде          | 2:12                 | Короткий пятый этап за день до Брокен-Хилл и дальше по бездорожью также через гористую местность и финиш в 11:09 в маленьком городке Менинде на реке Дарлинг на краю национального парка Киченга  |                       |
| 21   | 16 декабря    | Менинде          | Ганбар           | 2:12                 | Послеобеденный шестой этап за день на восток до Айвенго с выходом на трассу 75, за мостом через реку Лаклан по бездорожью через заповедник Буллигал на финиш этапа в 18:39 в городе Ганбар        |                       |
| 22   | 16 декабря    | Ганбар           | Эди              | 4:26                 | Вечерний седьмой этап за день на юг по мосту через реку Мюррей и финиш этапа в 23:06 в местечке Эди                                                                                               |                       |
| 23   | 16-17 декабря | Эди              | Бруксайд         | 1:00                 | Ночной восьмой за день этап за день c финишем этапа в 00:05 в городе Бруксайд |                       |
| 24   | 17 декабря    | Бруксайд         | Омео             | 1:55                 | Короткий отдых и второй этап дальше по дорогам общего пользования в горы Хотхам на финиш этапа в 2:00 в город Омео                                                                                |                       |
| 25   | 17 декабря    | Омео             | Омео             | 2:06                 | Небольшая остановка и третий этап по Великой горной дороге по долине реки Тамбо, где за городом Энсей налево, по горным дорогам к финишу этапа в 4:06 в город Мерриндал                           |                       |
| 26   | 17 декабря    | Мерриндал        | Ингебира         | 1:31                 | Практически сразу же четвёртый за день этап — продолжение маршрута на север через горы к финишу этапа в 5:37 в Ингебира рядом с Джиндабин                                                         |                       |
| 27   | 17 декабря    | Ингебира         | Нумералла        | 1:29                 | Короткий отдых и пятый этап по холмистой равнине на восток к Тихому океану через город Кума на финиш этапа в 7:06 в городе Нумералла                                                              |                       |
| 28   | 17 декабря    | Нумералла        | станция Хиндмарш | 0:42                 | Остановка на несколько минут и шестой короткий этап на север по дорогам вдоль побережья по направлению к Канберре, в обход города восточнее озера Джордж на финиш этапа в 7:48 у станции Хиндмарш |                       |
| 29   | 17 декабря    | станция Хиндмарш |                  | 2:01                 | Короткий перерыв и седьмой этап на северо-восток к берегу океана на финиш этапа в город Нора в 9:49                                                                                               |                       |
| 30   | 17 декабря    | Нора             | Уорик Фарм       | 3:30                 | Короткий перерыв и восьмой, последний боевой этап на север к окраине столицы Австралии Сиднея в 13:19                                                                                             |                       |
| 30   | 17 декабря    | Уорик Фарм       | Сидней           | Без контроля времени | Дорога в центр Сиднея. Торжественный финиш гонки |                       |

### Ход гонки
Первый этап гонки проходил в особых условиях — на английской части этапа жители приветствовали участников соревнования, образовав живой коридор.
В таких условиях участники следовали до парома, а во французском Дувре их встретила толпа фотографов, журналистов и поклонников.
Старт в сторону Парижа был дан с минутными интервалами, но эта дорога оказалась сложной из-за густого тумана, от которого периодически приходилось снижать скорость до скорости пешехода.
Второй этап порадовал участников не только туманом, но и гололёдом.
К тому же французские таможенники на пограничном посту в Монбланском тоннеле тщательно проверили все машины, в особенности их интересовали суммы денег у участников.
В Турине была неразбериха в гостинице, когда одну команду поместили в номера другой.
Третий этап имел существенно большую протяжённость, при его прохождении ряд участников испытывал технические проблемы.
Пятый этап осложнялся действиями зрителей: мальчишки кидали камни в проезжающие автомобили.
Некоторые экипажи не только получили вмятины на кузовах машин, но и были вынуждены менять разбитые ветровые стёкла.
Европейская часть не выявила лидера, но на шестом этапе лидерство захватил Роджер Кларк на Lotus Cortina , который преодолел 170 миль со средней скоростью более 60 миль в час.
Этот этап отличался сложностью — экипажи следовали по горной ухабистой дороге при этом шёл дождь со снегом.
Кларк удерживался на первом месте вплоть до конца азиатского этапа несмотря на то, что потерял время на десятом участке в Пакистане и Индии.
Вторым шёл летающий финн Симо Лампинен на Ford Taunus, третьим — французский пилот Люсьен Бьянки на Citroën DS21 (второй пилот Жан-Клод Ожие).
В Австралии у Кларка начались трудности с техникой, поломка поршня отбросила его на третье место.
После финиша этапа он имел возможности воспользоваться помощью пилота Ford Motors company Эрика Джексона, чтобы снять нужные детали с его машины.
После того, как ремонт был завершён, сломался дифференциал заднего моста, увидев на обочине автомобиль Ford Cortina Mark II гонщик убедил незнакомого австралийца продать ему задний мост и, потратив на замену около 80 минут, он продолжил гонку.
К тому моменту экипаж Бьянки имел громадное преимущество над конкурентами, но в конце 29 этапа их автомобиль попал в аварию: произошло лобовое столкновение с Mini.
Пилоты вместо финиша отправились в больницу, автомобиль был разрушен, загорелся, и не подлежал восстановлению, экипаж не доехал до Сиднея 150 миль.
Вслед за ними на трассе (но лишь третьим в зачете из-за штрафных минут) шёл Падди Хопкирк на Остин 1800.
Он остановился, чтобы помочь потушить огонь травмированным гонщикам и в связи с этим потерял всякие шансы на победу.
В такой ситуации лидером стал Эндрю Коуэн на Hillman Hunter. Он также притормозил около автомобиля Бьянки, но Хопкирк дал понять, что у него все под контролем.
Сам Коуэн перед началом гонки говорил инженерам Крайслера, что ему нужна машина, которая (в Сидней) придёт последней (подразумевая, что надёжность более важна, чем скорость) и считал, что до конца гонки доберутся не более полудюжины экипажей.
Он получил приз в 10 000 фунтов стерлингов, второе место занял Хопкирк, приз £3 000, третьим стал австралиец Ян Вон, который получил два оставшихся приза по 2 000 фунтов.

### Результаты соревнования
| Место      | №  | Команда                           | Пилот                                                         | Автомобиль              |
| ---------- | -- | --------------------------------- | ------------------------------------------------------------- | ----------------------- |
| 1          | 75 | Rootes Motors Ltd.                | Эндрю Коуэн (Andrew Cowan)                                    | Hillman Hunter          |
| 2          | 51 | British Leyland Cars              | Пэдди Хопкирк (англ. Paddy Hopkirk)                           | BMC 1800                |
| 3          | 24 | Ford Motor Co. (Aust)             | Ян Вон (Ian Vaughan)                                          | Ford Falcon GT          |
| 4          | 58 | Собеслав Засада                   | Собеслав Засада (Sobiesław Zasada)                            | Porsche 911 S           |
| 5          | 61 | British Leyland Cars              | Рауно Аалтонен (Rauno Aaltonen)                               | BMC 1800                |
| 6          | 29 | Ford Motor Co. (Aust)             | Брюс Ходжсон (Bruce Hodgson)                                  | Ford Falcon XT GT       |
| 7          | 92 | Ford Deutschland                  | Герберт Кляйнт (Herbert Kleint)                               | Ford Taunus 20M RS      |
| 8          | 2  | Ford Motor Co. (Aust)             | Гарри Фирс (англ. Harry Firth)                                | Ford Falcon XT GT       |
| 9          | 74 | Citroën                           | Боб Нейре (Bob Neyret)                                        | Citroën DS 21           |
| 10         | 48 | Ford Motor Co.                    | Роджер Кларк (Roger Clark)                                    | Ford Cortina Lotus MK2  |
| 11         | 12 | TVW-7, Daily News, Perth          | Кен Тумбан (Ken Tubman)                                       | Volvo 144S              |
| 12         | 76 | Sydney Telegraph                  | Барри Фергюсон (Barry Ferguson)                               | Holden Monaro GTS       |
| 13         | 43 | AMOCO Australia                   | Андре Велински (Andre Welinski)                               | Volvo 144S              |
| 14         | 68 | Sydney Telegraph                  | Дуг Уайтфорд (англ. Doug Whiteford)                           | Holden Monaro GTS       |
| 15         | 55 | E.G. Herrmann                     | Эдгар Херрманн (Edgar Herrmann)                               | Porsche 911 T           |
| 16         | 57 | Ford Deutschland                  | Гилберт Степелер (фр. Gilbert Staepelaere)                    | Ford Taunus 20M RS      |
| 17         | 30 | Dutch National Team               | Роб Слотмейкер (англ. Rob Slotemaker)                         | DAF 55                  |
| 18         | 30 | Captain F. Barker                 | Фред Баркер (Fred Barker)                                     | Mercedes-Benz 280 S     |
| 19         | 64 | Red Arrows-Evan Cook Limited      | Терри Кингсли (Terry Kingsley)                                | BMC 1800                |
| 20         | 19 | Avtoexport                        | Сергей Тенишев                                                | Москвич 408             |
| 21         | 31 | BMC Australia                     | Эван Грин (англ. Evan Green)                                  | BMC 1800                |
| 22         | 98 | Avtoexport                        | Уно Аава (англ. Uno Aava)                                     | Москвич 408             |
| 23         | 1  | RTS Motorway Remoulds             | Билл Бенгри (Bill Bengry)                                     | Ford Cortina GT         |
| 24         | 4  | British Leyland                   | Тони Фалл (англ. Tony Fall)                                   | BMC 1800                |
| 25         | 56 | A.J. Percy                        | Алистер Перси (Alister Percy)                                 | Saab V4 Estate          |
| 26         | 62 | Desmond Praznovsky                | Десмонд Празновский (Desmond Praznovsky)                      | Mercedes-Benz 200D      |
| 27         | 83 | Kentredder Ltd                    | Джон Коттон (John Cotton)                                     | Peugeot 404             |
| 28         | 71 | Vantona Everwear Ltd              | Брайан Филд (Brian Field)                                     | BMC 1800                |
| 29         | 72 | Ernie McMillen                    | Эрни МакМиллен (Ernie McMillen)                               | Ford Cortina Lotus MK2  |
| 30         | 90 | British Army Motoring Association | Дэвид Харрисон (David Harrison)                               | Ford Cortina Lotus MK2  |
| 31         | 17 | Royal Navy                        | Джеймс Ханс Гамильтон (James Hans Hamilton)                   | BMC 1800                |
| 32         | 45 | RAF Motorsports Assoc.            | Дэвид Кэррингтон (David Carrington)                           | Hillman Hunter          |
| 33         | 7  | Avtoexport                        | Александр Ипатенко                                            | Москвич 408             |
| 34         | 70 | Wilson's Motor Caravan Centre     | Энтони Уилсон (Anthony Wilson)                                | BMC 1800                |
| 35         | 60 | Terry-Thomas Team                 | Питер Капелин (Peter Capelin)                                 | Ford Cortina 1600E      |
| 36         | 77 | Big 'N' Cash & Carry Group        | Роберт Ивз (Robert Eaves)                                     | BMC 1800                |
| 37         | 54 | British Army Motoring Association | Джон Хемсли (John Hemsley)                                    | Rover 2000              |
| 38         | 20 | Avtoexport                        | Виктор Щавелёв                                                | Москвич 408             |
| 39         | 18 | M.A. Colvill                      | Майк Гринвуд (Mike Greenwood)                                 | Ford Cortina Mark I     |
| 40         | 46 | Simca                             | Бернар Хью (Bernard Heu)                                      | Simca 1100              |
| 41         | 33 | Miss Elsie Gadd                   | Элси Гэдд (Elsie Gadd)                                        | Volvo 145               |
| 42         | 47 | Nova Magazine                     | Джин Дентон (англ. Jean Denton, Baroness Denton of Wakefield) | MG MGB                  |
| 43         | 11 | Blick Racing Team                 | Фриц Реуст (Fritz Reust)                                      | Renault 16TS            |
| 44         | 44 | British Army Motoring Association | Майк Бэйли (Mike Bailey)                                      | Rover 2000              |
| 45         | 78 | Supersport Engines Ltd            | Джим Гэвин (Jim Gavin)                                        | Ford Escort GT          |
| 46         | 53 | S.H. Dickson                      | Сидни Диксон (Sidney Dickson)                                 | Rambler American        |
| 47         | 42 | P.G. Graham                       | Питер Грэм (Peter Graham)                                     | Ford Cortina Savage V6  |
| 48         | 93 | Henry Ford & Son                  | Розмари Смит (англ. Rosemary Smith)                           | Ford Cortina Lotus MK2  |
| 49         | 99 | 17/21st Lancers                   | Гэвин Томпсон (Gavin Thompson)                                | Land Rover 2WD          |
| 50         | 41 | Sydney Telegraph                  | Эйлин Уэстли (Eileen Westley)                                 | Morris 1100 S           |
| 51         | 79 | P.A. Downs                        | Пэт Даунс (Pat Downs)                                         | Volkswagen 1200         |
| 52         | 40 | Jim Russell I.R. Driving School   | Дейв Уо́кер (David Walker)                                     | Vauxhall Ventora        |
| 53         | 82 | D.G. Bray                         | Дункан Брей (Duncan Bray)                                     | Ford Cortina Lotus MK2  |
| 54         | 91 | Maitland Motors                   | Берт Мэдден (Bert Madden)                                     | Holden Monaro HK        |
| 55         | 8  | AMOCO Australia Ltd.              | Макс Винклесс (Max Winkless)                                  | Volvo 144S              |
| 56         | 69 | Dutch National Team               | Дэвид ван Леннеп (David van Lennep)                           | DAF 55                  |
|            |    |                                   |                                                               |                         |
| DNF        | 3  | Avon / R. A. F.                   | П. Х. Винклесс                                                | Ford Cortina GT         |
| DNF        | 5  | R. Lewis                          | П. Люмсден                                                    | Chrysler Valiant Estate |
| DNF        | 6  | Combined Ins. Co. of America      | С. Т. Холгинз                                                 | Ford Fairmont           |
| DNF        | 9  | A. A. Bombelli                    | А. А. Бомбелли                                                | Ford Lotus Cortina      |
| DNF        | 10 | Royal Green Jackets               | Дж. Янагас                                                    | Porsche 911T            |
| DNF        | 13 | J. G. Tallis                      | Дж. Г. Таллис                                                 | Volvo 123GT             |
| DNF        | 14 | Ford Deutschland                  | Дитер Глемсер                                                 | Ford 20M RS             |
| DNF        | 15 | G. P. Franklin                    | Г. П. Франклин                                                | Ford Cortina GT         |
| DNF        | 16 | D. A. Corbett                     | Д. А. Корбет                                                  | BMC 1800                |
| DNF        | 18 | M. A. Colvill                     | М. Гринвуд                                                    | Ford Cortina            |
| Источники: |    |                                   |                                                               |                         |

## 1977, 1993
По маршруту гонки 1968 года были проведены два соревнования в последующие годы.

### 1977
В 1977 году по этому маршруту снова был проведён ралли-марафон, но ключевым спонсором мероприятия стала авиакомпания Singapore Airlines, при этом главным фаворитом стал Mercedes-Benz.
Автомобильный бренд планировал завоевать первое и второе призовые места, а также ещё два места в первой восьмёрке.
Победителем стал Эндрю Коуэн на Mercedes 280E и это ралли стало повторением его успеха девятилетней давности.
Второе место занял автогонщик Тони Фоукес на такой же машине, третьим стал Падди Хопкирк, который вёл Citroën.

### 1993
В 1993 году состоялась юбилейная ретро-гонка, посвящённая 25-летию события; в ней участвовали автомобили, выпущенные до 1970 года. Стоимость регистрации в гонке составила £12 900, дополнительно необходимо было заплатить £45 000 прохождение маршрута.
Её провёл бывший гонщик Ник Бриттэн, который в 1968 году участвовал в гонке на Lotus Cortina, а позже основал свою компанию по организации ралли-рейдов.
Он пригласил пилотов, которые выступали на первой гонке, в итоге в соревновании принял участие 21 водитель, в том числе Эндрю Коуэн и Роджер Кларк.
Всего в соревновании приняли участие 106 команд из 21 страны.
Коуэн выступал на том же самом Hillman Hunter, на котором он победил 25 лет назад; машину предоставил музей шотландского Автомобильного Клуба, где она хранилась.
Гонка имела ряд отличий от оригинального ралли 1968 года:
- Сложная политическая обстановка на Ближнем Востоке привела к тому, что ряд стран, таких как Ирак и Афганистан были выключены из маршрута, при этом в Европе, Турции и Австралии большая часть маршрута 1968 года была пройдена.
- Старые перегоны бездорожья были заменены более короткими современными спецучастками по соображениям безопасности.
- В связи с упадком морских паромных перевозок не было возможности пересечь Индийский океан в направлении Австралии. Вместо этого организаторам удалось договориться о том, что два грузовых самолёта Ан-124 доставили караван в Австралию.

Победителем был Фрэнсис Тузилл на Porsche 911, второе место занял тот же Ян Вон, который приехал третьим в 1968 (на этот раз он участвовал в ралли на Ford Falcon GT).
Третьим стал кенийский гонщик Майк Киркланд, многократный участник Ралли Сафари, взял заключительное место подиума на Peugeot 504.

## В XXI веке
После трёх проведённых автомобильных соревнований гонка стала периодически повторяемой и проводилась ещё дважды с участием современных автомобилей.

### 2000
Вторая юбилейная ретро-гонка была организована в начале тысячелетия под девизом «Празднование эпического ралли в год тысячелетия».
Снова накалённая обстановка в Азии не дала провести рейд по старому маршруту, организаторам пришлось дважды пользоваться услугами авиаперевозчиков для преодоления препятствий.
Маршрут до Турции был преодолён за четырнадцать дней, далее два Ан-124 доставили автомобили в северный Таиланд.
Из Таиланда ралли отправилось на юг страны и далее в Малайзию, на преодоление этого участка было затрачено 12 дней.
Оттуда по воздуху участников доставили в Австралию, по которой они добирались до Мельбурна в течение последних восьми дней ралли.
Также, как и в 1968 году, из Лондона отправилось 100 экипажей, до Сиднея добралось 78 машин.
Победителем стал шведский гонщик Стиг Бломквист, второе место заняла Мишель Мутон на Порше 911, её вторым пилотом был Фрэнсис Тузилл — (победитель 1977 года).
Третье место заняли Рик Бейтс и Дженни Бриттэн, которые также выступали на Порше 911.

### 2004
Третий повтор оригинальной гонки, в которой участвовали автомобили группы N и исторические автомобили, выпущенные до 1977 года. Все автомобили имели объём двигателя до двух литров и привод на одну ось.
Новозеландские гонщики, подготовленные к ралли специалистами Лэнгуворт Моторспорт из Линкольншира выиграли все три места подиума.
Пилоты из Новой Зеландии выступали на автомобилях Honda Integra.
Первое место заняли Мюррей Коул, на второе место пришли Майк Монтгомери и Рой Вильсон, на третьем месте — Шейн Мурланд и Джон Бентон.
Лучшим экипажем на заднем приводе стал британец Энтони Вард на Ford Escrort RS 1600, который пришёл шестым.

### 2008
Поклонники соревнования отметили сорокалетие исторической гонки автопробегом по заключительной части дистанции — из города Вангаратта до Эди и далее по трассе пробега в Сидней. В пробеге участвовало 18 экипажей, пробег поддерживал журнал RallySport Magazine.
Звёздами мероприятия стали автогонщики-ветераны Барри Фергюсон и Дэйв Джонсон, закончившие в 1968 году гонку на двенадцатом месте.